# Giovanni d'Arborée
Giovanni dit Chianu d'Arborée (mort en 1304) fut Juge d'Arborée de 1297 à 1304.

## Origine
Giovanni connu sous le diminutif de « Chianu » est le fils et successeur du Juge Mariano II d'Arborée il est initialement sous la régence de Tosorato degli Uberti, un gentilhomme pisan. Depuis  la mort du Juge de Gallura Ugolino Visconti en 1296, Giovanni est en Arborée le dernier dirigeant d'un État ultime vestige de l'indépendance sarde face aux étrangers.
Peu de temps après son accession au trône le Pape Boniface VIII, ignorant totalement le statut des Judicats de l'ile proclame un royaume de Sardaigne qu'il nomme « Regnum Sardiniæ et Corsicæ » dont il investit le roi Jacques II d'Aragon en échange de sa renonciation au titre de roi de Sicile. C'est à partir de cette époque que les souverains d'Aragon mettent en œuvre la conquête de la Sardaigne.
Giovanni d'Arborée se prépare à résister à l'invasion et en 1300 il cède à la république de Pise le tiers du Judicat de Cagliari qui avait été annexé à celui de d'Arborée lors du partage de 1258. Il cède également les droits sur les mines d'argent et sa part du domaine public. Cette ultime acte d'aliénation de terres dépendantes des domaines publics provoque la révolte de la population qui l'assassine et mutile son cadavre.

## Union et postérité
Giovanni avait épousé en 1287  Giacomina (morte après  1329) fille  du célèbre  Ugolin della Gherardesca, qui lui donne une fille peut-être posthume Giovanna morte en 1308. Giovanni avait également une maitresse nommé Vera Cappai dont il eut au moins un fils illégitime Mariano III d'Arborée. il est également le père d'une second fils illégitime Andreotto dont on ignore le nom de la mère. Après concertation les factions d'Arborée s'entendent pour confier le trône conjointement à ses deux fils illégitimes.

## Sources
- (en) Cet article est partiellement ou en totalité issu de l’article de Wikipédia en anglais intitulé « John of Arborea » (voir la liste des auteurs), édition du 22 juin 2014.
- (en) Site de I. Mladjov Medieval Sardinia (Sardegna).